# Garda Colli Mantovani bianco
Il Garda Colli Mantovani bianco è un vino DOC la cui produzione è consentita nella provincia di Mantova.

## Caratteristiche organolettiche
- colore: giallo paglierino
- odore: delicato, caratteristico
- sapore: asciutto, sapido, armonico

## Produzione
Provincia, stagione, volume in ettolitri
- nessun dato disponibile